# アラン・ティルヴァーン
- アラン・ティルバーン

アラン・ティルヴァーン（Alan Tilvern,  1918年11月5日 - 2003年12月17日）は、イギリス出身の俳優である。

## 来歴
1918年、イギリスロンドン市街のホワイトチャペル生まれ。学校を中途退学し、イーストエンド・オブ・ロンドンにおいて手押し車での物売りを経験している。第二次世界大戦時には、軍への入隊経験も持つ。退役後は俳優としての道を進み、1946年にイギリス映画『Jean's Plan』で映画デビュー。1950年代からはコンスタントに映画を中心にキャリアを重ね、様々な作品に出演。1975年にはウディ・アレン監督の『ウディ・アレンの愛と死』へ出演したほか、1978年にはクリストファー・リーヴの出世作『スーパーマン』へも出演。その後も精力的に活動を続け、役柄は小さいが『リトル・ショップ・オブ・ホラーズ』などのアメリカ作品へも出演している。1988年に出演したロバート・ゼメキス監督の『ロジャー・ラビット』では、アニメと実写が共存する劇中の世界においてアニメの映画会社マルーン社の社長R・K・マルーンを演じて印象を残した。

### 死去
2003年12月17日、イギリスのロンドンで死去。85歳だった。

## 出演作品

### 映画
- Jean's Plan (1946)
- The Small Voice (1948)
- 街の野獣 Night and the City (1950)
- 熱砂の掟  Cairo Road (1950)
- 艦長ホレーショ Captain Horatio Hornblower R.N. (1951)
- 円卓の騎士 Knights of the Round Table (1953)
- マスター・プラン The Master Plan (1954)
- 外套 The Bespoke Overcoat (1955)
- ボワニー分岐点 Bhowani Junction (1956)
- 仮面の追撃 House of Secrets (1956)
- 生きていた男 Chase a Crooked Shadow (1958)
- A Tale of Two Cities (1958)
- Tank Force! (1958)
- 全市爆砕! The Siege of Pinchgut (1959)
- Desert Mice (1959)
- Sands of the Desert (1960)
- アンナ・カレーニナ Anna Karenina (1961) ※テレビ映画
- Danger by My Side (1962)
- Hot Enough for June (1964)
- 怪僧ラスプーチン Rasputin: The Mad Monk (1966)
- カーツーム Khartoum (1966)
- 怪奇!呪いの生体実験 The Frozen Dead (1966)
- 終りなき戦いの詩 The Revolutionary (1970)
- Percy's Progress (1974)
- ウディ・アレンの愛と死 Love and Death (1975)
- 指輪物語 The Lord of the Rings (1978) ※声の出演
- スーパーマン Superman (1978)
- ブラス・ターゲット Brass Target (1978)
- 注目すべき人々との出会い Meetings with Remarkable Men (1979)
- ファイヤーフォックス Firefox (1982)
- Nineteen Nineteen (1985)
- リトル・ショップ・オブ・ホラーズ Little Shop of Horrors (1986)
- Tropic of Ice - Jään kääntöpiiri (1987)
- デスティニー / 愛は果てしなく A Time of Destiny (1988)
- ロジャー・ラビット Who Framed Roger Rabbit (1988)

### テレビドラマ
- Douglas Fairbanks, Jr., Presents (1955)
- Fabian of the Yard (1955)
- Lilli Palmer Theatre (1955, 1956)
- マーチン・ケインの冒険 The New Adventures of Martin Kane (1957)
- The Silver Sword (1957)
- 透明人間 The Invisible Man (1959)
- フォア・ジャストメン / 正義の四人 The Men from Room 13 (1959)
- 第三の男 The Third Man (1959, 1963)
- The Odd Man (1960)
- Golden Girl (1961)
- The Six Proud Walkers (1962)
- Garry Halliday (1962)
- The Plane Makers (1963, 1964)
- No Hiding Place (1964)
- ドクター・フー Doctor Who (1964)
- Dixon of Dock Green (1964, 1974)
- アレクサンダー・グラハム・ベル Alexander Graham Bell (1965)
- Court Martial  (1966)
- Intrigue (1966)
- The Revenue Men  (1968)
- Dad's Army (1969, 1973)
- UFO (1971)
- 特捜班CI-5 The Professionals (1978, 1979)
- アメリカン・プレイハウス (1993)